# Tonnoiriella anderssoni
Tonnoiriella anderssoni är en tvåvingeart som först beskrevs av Nielsen 1965.  Tonnoiriella anderssoni ingår i släktet Tonnoiriella, och familjen fjärilsmyggor. Arten är reproducerande i Sverige.